# Masters Of Nebulah Frost

Masters of Nebulah Frost est un VHS live du groupe de black metal norvégien Immortal.
Le live ne contient que deux titres provenant de leur dernier album studio produit à cette époque, Battles In The North, sorti la même année et dure moins de dix minutes.
Le VHS est sorti au cours de l'année 1995 sous le label Français Osmose Productions.

## Liste des morceaux
1. Blashyrk (Migthy Ravendark)
2. Grim And Frostbitten Kingdoms